# Шифърът на Леонардо (филм)
За романа, на който се базира този филм вижте Шифърът на Леонардо.
„Шифърът на Леонардо“ (на английски: The Da Vinci Code) е американски филм, базиран на романа Шифърът на Леонардо от Дан Браун. Филмът излиза на 19 май 2006 г. На 17 май, на филмовия фестивал в Кан се състои предпремиерна прожекция на филма. Режисьор на филма е Рон Хауърд.

## Сюжет
Филмът отвежда професора по религиозна символика Робърт Лангдън на местопрестъплението на убийство в Лувъра. Заедно с младата френска криптоложка Софи Нево, Лангдън се опитва да разкодира съобщението, оставено от жертвата при опит да запази тайна, пазена хиляди години. Разкриването на древни загадки изпълва сюжета с динамика и действие, а включването на ритуалите на одобрената от Опус Деи (Божие Дело) и новият прочит на легендата за Светия граал правят лентата изключително скандализираща. Филмът е направен по едноименния роман, който бързо се превръща в бестселър и днес е една от най-четените книги в цял свят.

## Участници
- Том Ханкс в ролята на Робърт Лангдън
- Одри Тоту в ролята на Софи Нево
- Иън Маккелън в ролята на Сър Лий Тибинг
- Алфред Молина в ролята на епископ Мануел Арингароса
- Пол Бетани в ролята на Сила
- Жан Рено в ролята на Безу Фаш
- Юрген Прохнов в ролята на Андре Верне
- Етиен Шико в ролята на лейтенант Жером Коле
- Жан-Пиер Мариел в ролята на Жак Сониер
- Hugh Mitchell в ролята на младия Сила
- Jean-Yves Berteloot в ролята на Реми Легалудек
- Seth Gabel в ролята на свещеника

## Филмиране
Правата за филма са откупени от Дан Браун за 6 милиона щатски долара. Снимките на филма са били насрочени за май 2005, но започват на 30 юни 2005.
Ръководството на Лувъра дава разрешение за снимане на сцени в музея, докато Уестминстърско абатство отказва, както са отказани снимки и в църквата Свети Сулпиций. Катедралата Линкълн, която принадлежи на англиканската църква, се съгласява в нея да се заснеме част от филма в нея, вместо в Уестминстърското абатство. Църквата получава 100 000 британски лири. Снимките са през август 2005. Заснети са сцени и в Темпъл в Лондон.
Въпреки че голяма част от филма е заснет във Франция, Лондон и Германия, има сцени, които са изцяло заснети в студио. В Pinewood Studio е изцяло пресъздаден интериорът на известната галерия в Лувъра, за да може екипът да снима далеч от безценните картини в музея.